# Veštačko ostrvo
Veštačko ostrvo je ostrvo koje nije formirano prirodnim putem, već su ga konstruisali ljudi. Neke definicije mogu sugerisati da su veštačka ostrva zemlje sa karakteristikama ljudske intervencije u procesu njihovog formatiranja, dok druge tvrde da se veštačka ostrva stvaraju širenjem postojećih ostrva, izgradnjom na postojećim grebenima ili spajanjem nekoliko ostrva zajedno. Iako izgradnja veštačkih ostrva nije moderan fenomen, ne postoji definitivna zakonska definicija. Veštačka ostrva mogu varirati po veličini od ostrvaca koja su napravljana samo radi podrške jednog stuba zgrade ili građevine, do onih koja podržavaju čitave zajednice i gradove. Archaeologists argue that such islands were created as far back as the Neolithic era. Rana veštačka ostrva obuhvatala su plutajućé strukture u mirnim vodama, ili drvene ili megalitske građevine podignute u plitkim vodama (npr. kranozi i Nan Madol koji su diskutovani u daljem tekstu).
U moderno doba veštačka ostrva obično nastaju amelioracijom zemljišta, mada neka nastaju i slučajnom izolacijom postojećeg dela zemlje tokom izgradnje kanala (npr. Donauinsel, Ko Kret i veći deo okruga Dor), ili plavljenjem dolina što dovodi do toga da vrhovi nekadašnjih brežuljaka bivaju izolovani vodom (npr. ostrvo Baro Kolorado). Postoji više razloga za izgradnju ovih ostrva, koji uključuju stambene, industrijske, komercijalne, do strateške namene. Jedno od najvećih veštačkih ostrva na svetu, ostrvo Rene-Levasjur, nastalo je poplavom dva susedna rezervoara.

## Istorija
Uprkos popularnoj predstavi modernosti, veštačka ostrva zapravo imaju dugu istoriju u mnogim delovima sveta, i datiraju unazad do obnovljenih ostrva drevne egipatske civilizacije, stubova kranoga praistorijskog Velsa, Škotske i Irske, ceremonijalnih centara Nan Madola u Mikroneziji i još uvek postojećih plutajućih ostrva jezera Titikaka. Grad Tenočtitlan, azteški prethodnik Meksiko Sitija, u kojem je obitavalo 500.000 ljudi kad su prispeli Španci, stajao je na malom prirodnom ostrvu u jezeru Tehsoso koje je bilo okruženo velikim brojem veštačkih činamitl ostrva.
Narod laguna Langa Langa i Lau u Malaiti na Solomonovim ostrvima sagradio je oko 60 veštačkih ostrva na grebenu, uključujući Funafou, Sulufou i Adaeg. Stanovnici Lauške lagune izgradili su ostrva na grebenu, jer su ona pružala zaštitu od napada naroda koji su živeli u centru Malaite. Ova ostrva formirana su doslovno polažući jednu po jednu stenu. Porodica bi izvela njihov kanu na greben koji štiti lagunu, a zatim bi ronili da uzmu stene, izneli ih na površinu, i potom bi se vratili na odabrano mesto i bacili stene u vodu. Život na grebenu je bio i zdraviji, jer komarci, kojima su bile infestirane priobalske močvare, nisu bili prisutni na grebenima. Ljudi sa Laua i dalje žive na grebenskim ostrvima.

## Uticaj na životnu sredinu
Veštačka ostrva negativno utiču na morsko okruženje. Za izgradnju ovih ostrva potrebna je velika količina peska. Iskopavanje peska može uzrokovati uzburkivanje peska i depozita na grebenima, što može poremetiti morski živi sveta. Povećana količina peska, sedimenta i finih čestica stvara zamućenu sredinu, blokirajući neophodne UV zrake da stignu do koralnih grebena, stvarajući zamućenost korala (gde korali unose više organskog materijala) i povećavajući aktivnost bakterija (više štetnih bakterija se unosi u korale).

## Politički status
Prema Konvenciji Ujedinjenih nacija o pravu mora (engl. United Nations Convention on the Law of the Sea, UNCLOS), veštačka ostrva se ne smatraju lučkim radovima (član 11) i pod nadležnošću su najbliže obalske države, ako su u krugu od  200 nmi (370 km) (Član 56). Veštačka ostrva se ne smatraju ostrvima u smislu posedovqanja vlastitih teritorijalnih voda ili ekskluzivnih ekonomskih zona, i samo obalska država može da odobri njihovu izgradnju (Član 60); međutim, na otvorenom moru izvan nacionalne nadležnosti, bilo koja „država” može da gradi veštačka ostrva (Član 87).

## Strategije ratovanja sive zone
Vremenom je prijavljeno da je nekoliko zemalja izgradilo veštačka ostrva u strateške i vojne svrhe. Na primer, prijavljeno je da su Filipini i Kina izgradili veštačka ostrva u Južnom kineskom moru, prvenstveno da bi postavili teritorijalne pretenzije na sporne vode. Slično tome, Rusija je to navodno učinila na Arktiku, kako u strateške tako i u vojne svrhe. Ovi izveštaji su predmet tekućih političkih i diplomatskih debata.

### Kina
Aktivnosti Kine na izgradnji ostrva bile su predmet pomnog ispitivanja stručnjaka, koji sugerišu da su vođene strateškim ciljevima. Pitanje u srcu stvari vrti se oko tvrdnje Kine da njeno istorijsko pravo opravdava njene postupke u toj oblasti. Tome se suprotstavlja pravni argument podržan Konvencijom Ujedinjenih nacija o pravu mora (UNCLOS). Važno je napomenuti da UNCLOS služi kao primarni pravni okvir koji reguliše korišćenje i kontrolu pomorskih zona. Ova konvencija uspostavlja propise o tome kako obalske države mogu da vrše svoj suverenitet nad teritorijalnim vodama, susednim zonama, isključivim ekonomskim zonama (EEZ) i epikontinentalnim pojasom.
Kinesko pravo na Južno kinesko more datira iz 1940-ih. U to vreme Kina je povratila ostrva u ime Kairske deklaracije i Potsdamske proklamacije, a protiv toga nije bilo reakcije Vijetnama ili bilo koje druge države. Godine 1947, Kina je izradila liniju sa jedanaest crtica (koja se takođe naziva i linija sa devet crtica) kako bi ocrtala geografski obim svoje nadležnosti nad Južnom kineskim morem. Kina je počela da gradi ostrva tokom 1980-ih, u početku stvarajući niz manjih vojnih garnizona. Međutim, razlog zbog kojeg se Kina suočava sa kritikama je taj što neka od obnovljenih ostrva spadaju u EEZ drugih zemalja, što izaziva zabrinutost u pogledu kineskog poštovanja UNCLOS. Vijetnam je takođe izneo istorijsku tvrdnju, ukazujući na svoju vlast nad ostrvima u 17. veku. Filipini se zalažu za svoja prava na osnovu geografske blizine. U međuvremenu, Malezija i Brunej polažu pravo na delove mora koristeći EEZ kao osnovu svojih zahteva. Član 60 UNCLOS-a predviđa da prirodno formirana ostrva mogu generisati EEZ, dok veštačka ostrva ne mogu. Stoga, kineska izgradnja veštačkih ostrva postavlja pitanja o tome da li oni mogu legitimno da traže EEZ oko tih ostrva. UNCLOS takođe garantuje slobodu plovidbe i preletanja u EEZ priobalnih država, što podrazumeva da sve zemlje imaju pravo da plove, lete i izvode vojne vežbe u tim vodama. Ipak, Kina je u više navrata osporila ovaj princip izgradnjom veštačkih ostrva, nametanjem ograničenja za plovidbu i militarizacijom tog područja.

### Zakon o veštačkim ostrvima - Kina
Pravne implikacije koje okružuju kineske napore za izgradnju ostrva predstavljaju složene izazove. Ključno pitanje se vrti oko određivanja klasifikacije kopnenih masa kao bilo stena ili morskog dna, što ima veliko značaj u ovim spornim slučajevima. Pomorski zakon uspostavlja jasnu razliku između kopnenih masa koje ispunjavaju uslove za proširenje u nove grupe ostrva i onih koje ne ispunjavaju uslove. Prema ovom zakonskom okviru, nadmorske visine oseke se smatraju delom morskog dna i ne stvaraju teritorijalno more, EEZ ili epikontinentalni pojas. Međutim, oni služe kao referentna tačka za merenje prava na obližnje stene ili ostrva. Stene, za razliku od ostrva, nemaju kapacitet da održe ljudsko stanovanje ili podrže ekonomske aktivnosti. Iako stvaraju teritorijalno more, one ne uspostavljaju EEZ ili epikontinentalni pojas. UNCLOS propisuje da i stene i ostrva moraju biti prirodno formirani i ostati iznad vode tokom plime.

## Galerija
- Pogled na međunarodni aerodrom Kansaj iz svemira
- Palma Džumejra u Dubaiju
- Bliži pogled na Palmu Džumejru
- Nortstar ostrvo, veštačko ostrvo za bušenje nafte u Boforovom moru

## Literatura
- Schofield, Clive (14. 5. 2015). „Why the world is wary of China's 'great wall of sand' - CNN.com”. CNN. Архивирано из оригинала 21. 5. 2015. г. Приступљено 22. 5. 2015.
- „G7 Foreign Ministers' Declaration on Maritime Security”. G8 Information Center. University of Toronto. 14. 4. 2015. Архивирано из оригинала 08. 09. 2015. г. Приступљено 8. 6. 2015.

## Spoljašnje veze
- Harvey, Adam (13. 7. 2016). „Philippines celebrates victory in South China Sea case, despite China's refusal to accept result”. ABC News. Архивирано из оригинала 13. 7. 2016. г. Приступљено 13. 7. 2016.